# Бочковський Микола Андрійович
Микола Андрійович Бочковський (6 грудня 1859 — до 25 березня 1920, м. Новоросійськ) — генеральний хорунжий армії Української Держави.

## Життєпис
Закінчив Хотинське повітове училище. Добровольцем брав участь у Російсько-турецькій війні 1877–1878 рр. 
Закінчив Одеське піхотне юнкерське училище у 1880 році, згодом служив у 59-му піхотному Люблінському полку (Одеса), у складі якого брав участь у поході на Далекий Схід у 1905 році. З 9 грудня 1910 року полковник. З 8 березня 1915 командир 57-го піхотного Модлінського полку. У 1917-му — командир бригади 15-ї піхотної дивізії. Останнє звання у російській армії — генерал-майор.
З початку червня 1918 начальник 3-ї пішої дивізії Армії Української Держави. З 9 листопада 1918 року начальник Окремої Запорізької дивізії Армії Української Держави.
15 листопада 1918 виїхав на Дон до білих. З 23 грудня 1918 перебував у резерві старшин при штабі Збройних Сил Півдня Росії. Помер в районі Новоросійська під час відступу білих армій.